# NGC 4946
NGC 4946 ist eine Elliptische Galaxie vom Hubble-Typ E3 im Sternbild Zentaur am Südsternhimmel. Sie ist schätzungsweise 130 Millionen Lichtjahre von der Milchstraße entfernt und hat einen Durchmesser von etwa 65.000 Lj.
Das Objekt wurde am 3. Juni 1834 von John Herschel mit einem 18-Zoll-Spiegelteleskop entdeckt, der dabei „B, R, gpmbM, 1′, the preceding of two“ notierte. Das zweite genannte Objekt dieser Beobachtung ist NGC 4950.